# Augusta austrocaledonica
Augusta austrocaledonica là một loài thực vật có hoa trong họ Thiến thảo. Loài này được (Brongn.) J.H.Kirkbr. mô tả khoa học đầu tiên năm 1997.